# Atarba (Ischnothrix) brevisector
Atarba (Ischnothrix) brevisector is een tweevleugelige uit de familie steltmuggen (Limoniidae). De soort komt voor in het Neotropisch gebied.